# Филаделфијска прича
Филаделфијска прича (енгл. The Philadelphia Story) је романтична комедија из 1940. године, коју је режирао Џорџ Кјукор, а главне улоге играју: Кери Грант, Катрин Хепберн и Џејмс Стјуарт. Филм је базиран на истоименој бродвејској представи Филипа Барија.

## Радња
Филаделфијска богаташица Трејси Лорд избаци свога мужа, Декстер Хејвен, убрзо након почетка брака. Пролазе две године и Трејси је спремна за нови брак, овога пута на мети јој је угледни богаташ Џорџ Китриџ. Декстер Хејвен се у међувремену запослио као новинар за часопис "Спy". Када сазна да се Трејси намерава поново удати он и сарадници из новина крећу на мисију... упропасти венчање.

## Улоге
| Глумац            | Улога                |
| ----------------- | -------------------- |
| Кери Грант        | К. К. Декстер Хејвен |
| Кетрин Хепберн    | Трејси Лорд          |
| Џејмс Стјуарт     | Маколи Конор         |
| Рут Хаси          | Елизабет Имбри       |
| Џон Хауард        | Џорџ Китриџ          |
| Роланд Јанг       | ујак Вили            |
| Џон Холидеј       | Сет Лорд             |
| Мери Неш          | Маргарет Лорд        |
| Вирџинија Вајдлер | Дајна Лорд           |
| Хенри Данијел     | Сидни Кид            |

## Награде и номинације
| Награда | Категорија               | Особа                | Награђен |
| ------- | ------------------------ | -------------------- | -------- |
| Оскар   | Најбољи сценарио         | Доналд Огден Стјуарт | Да       |
| Оскар   | Најбољи глумац           | Џејмс Стјуарт        | Да       |
| Оскар   | Најбољи филм             | Џозеф Л. Манкевиц    | Не       |
| Оскар   | Најбољи редитељ          | Џорџ Кјукор          | Не       |
| Оскар   | Најбоља глумица          | Кетрин Хепберн       | Не       |
| Оскар   | Најбоља споредна глумица | Рут Хаси             | Не       |

## Занимљивости
Кетрин Хепберн је најзаслужнија за Филаделфијску причу какву данас познајемо. Она је била носилац ауторских права које је продала МГМ-у уз договор да она игра главну улогу и да сама одабере режисера и глумачку екипу. Желела је Кларка Гејбла за Декстера, и Спенсера Трејсија за Маколија, али због немогућности усклађивања термина није могла добити ни једног ни другог. Режисер је успешно искористио лошу репутацију, коју је она имала у јавности, да направи њен лик тако да изазове сажаљење на лепотицу коју нико не разуме.